# Fugu (gui)
Fugu is de naam van een grafische interface voor een commandoregelprogramma voor het Secure File Transfer Protocol (SFTP) onder Mac OS X, ontwikkeld door de Research Systems Unix Group van de University of Michigan.